# ريك هورست
ريك هورست (بالإنجليزية: Rick Hurst) مواليد 1946 في هيوستن، هو ممثل أمريكي بدأ مسيرته الفنية سنة 1970.

## الأعمال
- الحب
- غان سموك
- أيام سعيدة
- بيت صغير على المرج
- رجل الستة ملايين دولار
- ذا دوكس اوف هازرد
- فتى الكاراتيه الجزء الثالث
- في خط النار
- فاملي ماتتيرس
- ملروس بليس

## روابط خارجية
- ريك هورست على موقع IMDb (الإنجليزية)
- ريك هورست على موقع ألو سيني (الفرنسية)
- ريك هورست على موقع قاعدة بيانات الأفلام السويدية (السويدية)
- ريك هورست على موقع إن إن دي بي (الإنجليزية)
- ريك هورست على موقع قاعدة بيانات الفيلم (الإنجليزية)
- ريك هورست على موقع كينوبويسك (الروسية)